# Maison de la famille Burovac
La maison de la famille Burovac (en serbe cyrillique : Кућа породице Буровац ; en serbe latin : Kuća porodice Burovac) est située à Belgrade, la capitale de la Serbie, dans la municipalité urbaine de Zemun. En raison de sa valeur architecturale, cette maison, construite à la fin du XVIIIe siècle, figure sur la liste des monuments culturels protégés de la république de Serbie (identifiant no SK 422) et sur la liste des biens culturels de la ville de Belgrade.

## Présentation
La maison, située 27 rue Visoka, a été construite à la fin du XVIIIe siècle ; elle est constituée de trois parties et a été bâtie en paille mêlée de boue, avec un toit de chaume et des gables en bois ; le sol est recouvert de terre. Elle possède deux pièces séparées par une cuisine. En tant qu'exemple de maison à toit de chaume dans le style ancien de la Voïvodine, elle a été classée comme monument historique ; en revanche, elle est aujourd'hui entièrement détruite.